# 稲城市立図書館
稲城市立図書館（いなぎしりつとしょかん）は、東京都稲城市向陽台4-6-18にある市立図書館。中央図書館と5か所の分館、2か所の配本所で構成される。
2006年7月にオープンした中央図書館は、関東地方では初のPFI方式で建設、運営されている。
中央図書館は、城山公園内にあり、体験学習館が併設されている。市内に、第一図書館（中央文化センター内）、第二図書館（第二文化センター内）、第三図書館（第三文化センター内）、第四図書館（第四文化センター内）、iプラザ図書館（稲城市立iプラザ内）の5つの分室があり、配本所が、坂浜コミュニティ防災センターと稲城市立病院の2か所にある。なお、若葉台出張所での資料受け取りサービスは2009年10月をもって停止された。これはiプラザ図書館の開館に伴うものである。
図書館は、京王線沿線7市（稲城市、八王子市、府中市、調布市、町田市、日野市、多摩市）および川崎市の在住者が、相互利用可能となっている。

## アクセス
- 中央図書館
バスで「城山公園」下車。
駐車場はあるが公共交通機関を利用するようにアナウンスされている[2]。

## 中央図書館以外の図書館

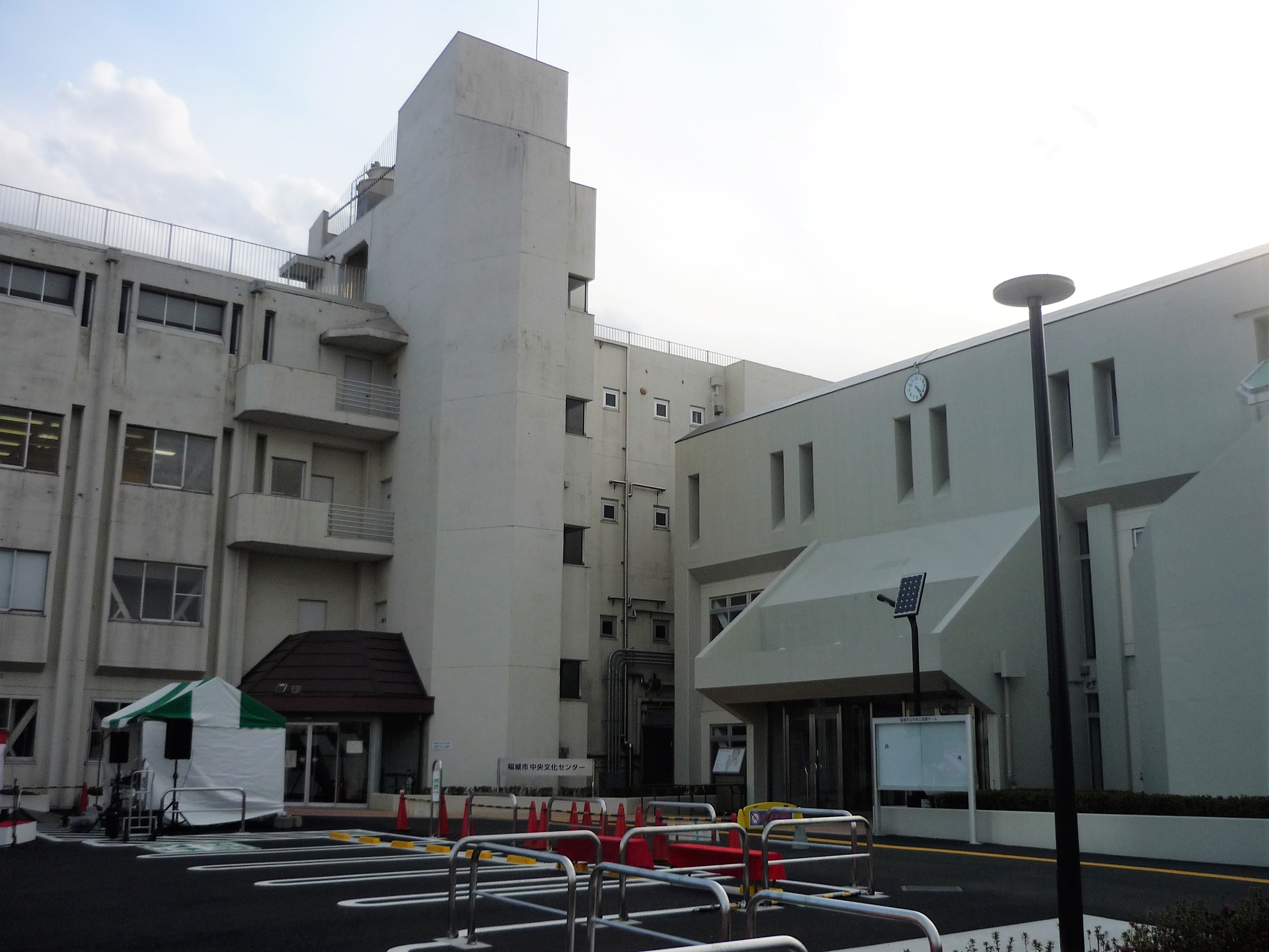
稲城市立第一図書館が併設されている稲城市中央文化センター
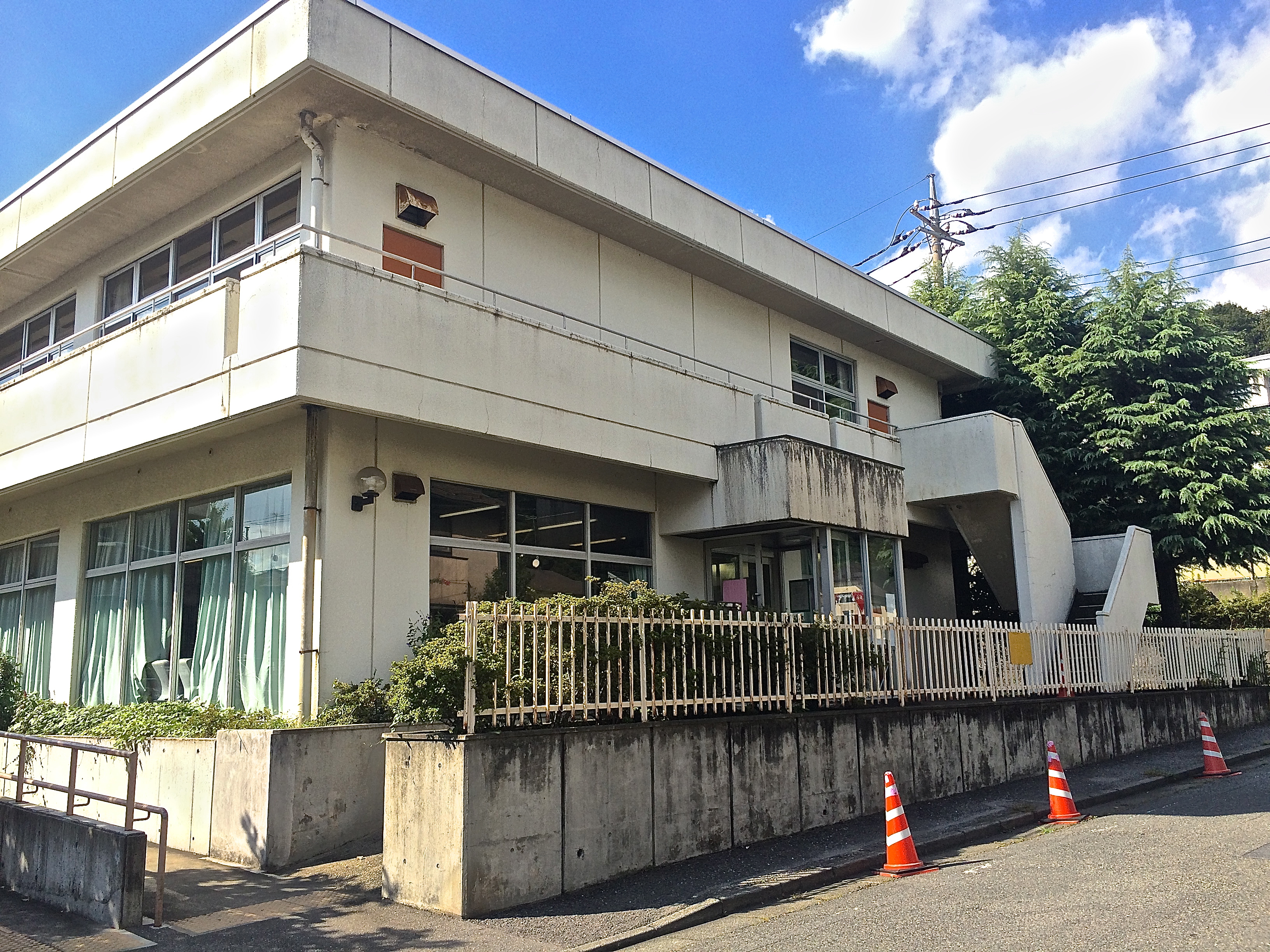
稲城市立第三図書館が併設されている稲城市第三文化センター
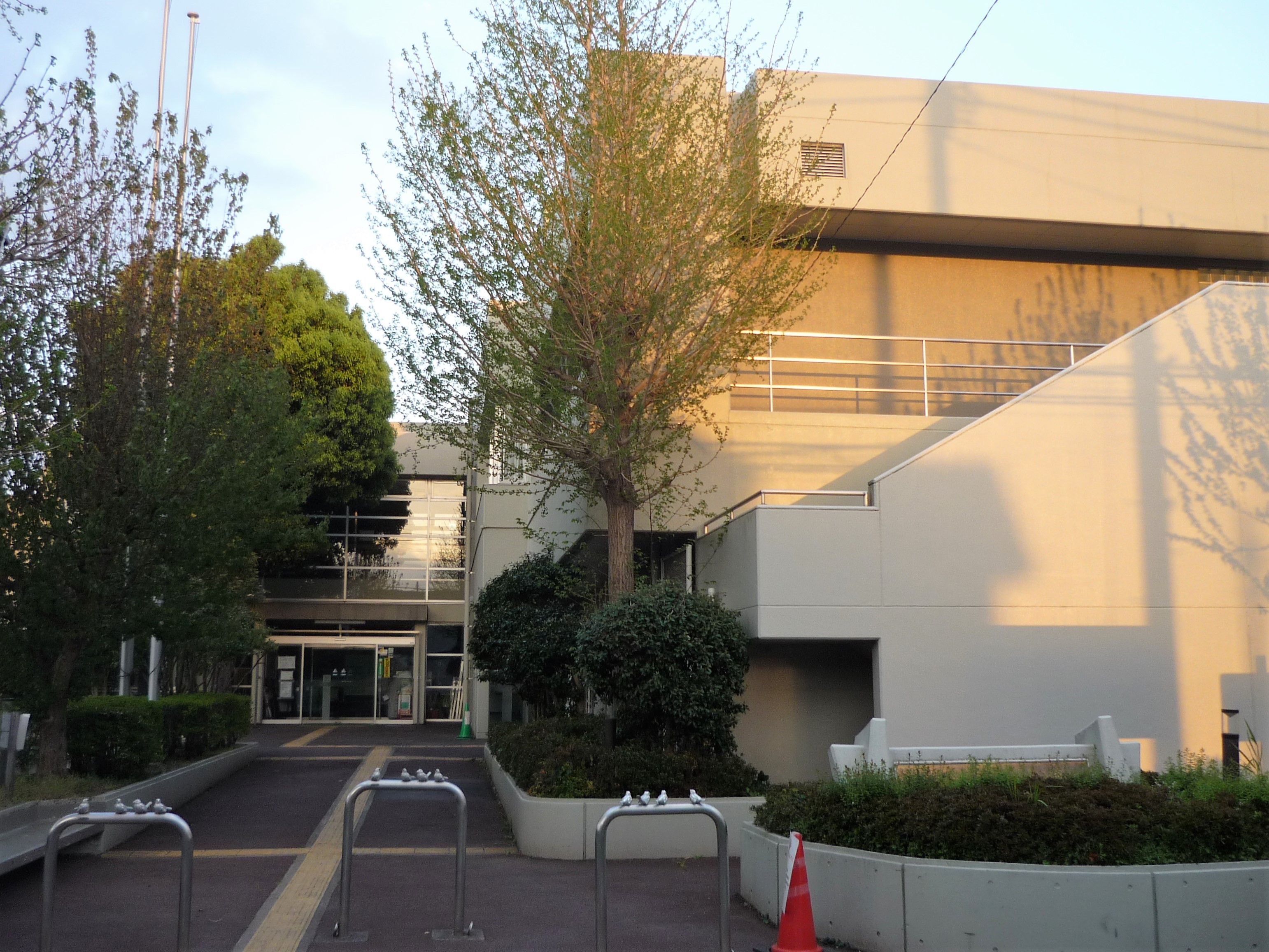
稲城市立第四図書館が併設されている稲城市第四文化センター
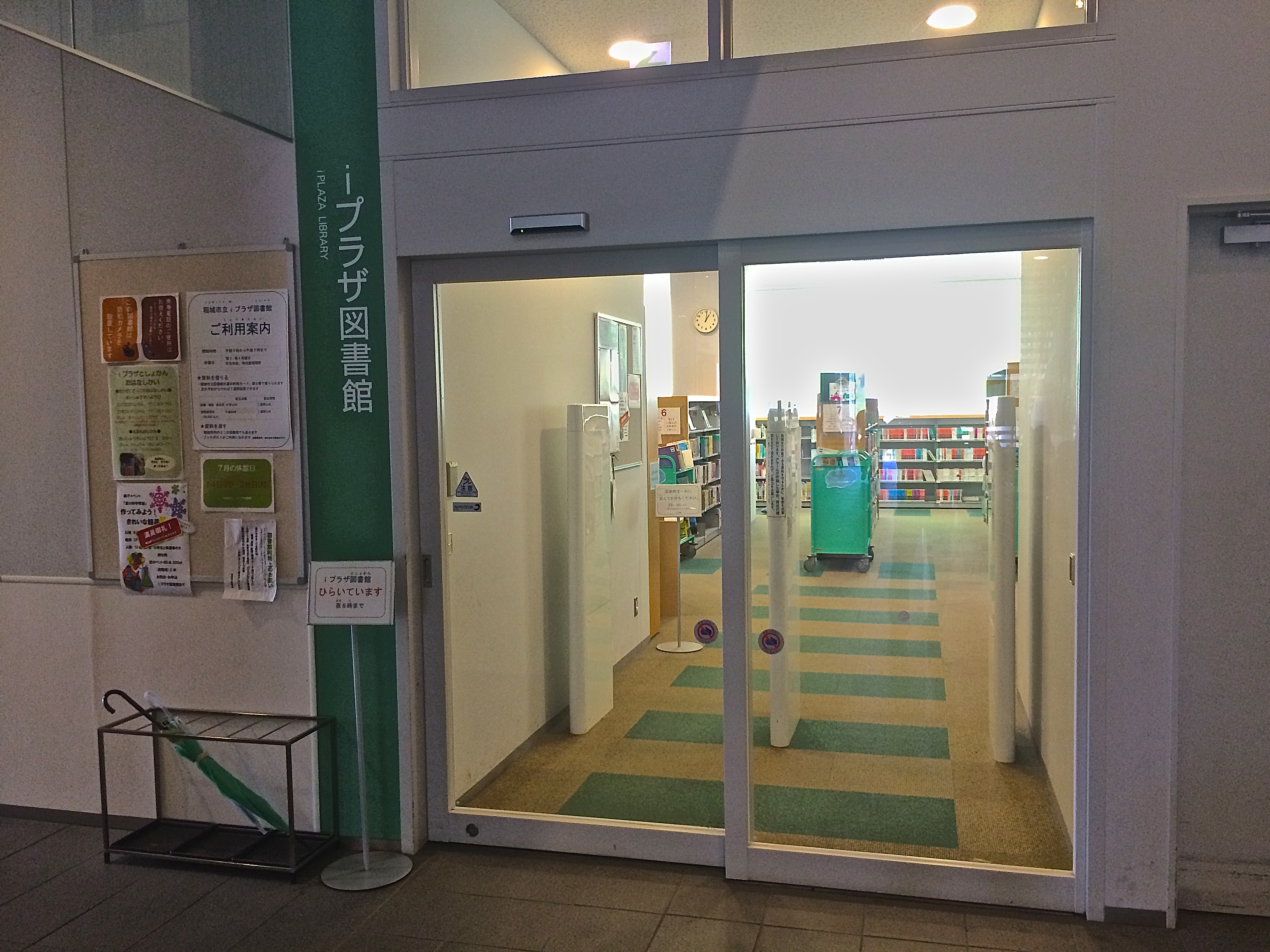
稲城市立iプラザ図書館

## 文献
1. ↑  建築作品集＞稲城市立中央図書館 - NTTファシリティーズ公式サイト、2015年9月15日閲覧
2. ↑  稲城市立図書館公共の交通機関を利用し、市外の人は車で来館しないように